# Ilhas Cook nos Jogos Olímpicos de Verão de 1988
As Ilhas Cook participaram dos Jogos Olímpicos de Verão de 1988 em Seul, na Coreia do Sul. Não conquistaram nenhuma medalha, nem de ouro, nem de prata, nem de bronze. Esta foi a primeira participação do país em Jogos Olímpicos.